# Lotte Buschan
Lotte Buschan (* 23. Januar 1917 in Heidenau; † Januar 1994 in Annaberg-Buchholz) war eine deutsche Opernsängerin (Sopran).

## Leben
Lotte Buschan wurde in Heidenau bei Dresden als Tochter eines Schornsteinfegers und einer Hausfrau geboren. Nach Abschluss der Kaufmännischen Volksschule begann sie eine kaufmännische Lehre in Pirna. Von 1937 bis 1941 studierte sie Gesang an der Opernschule des Dresdner Konservatoriums. Durch den Zweiten Weltkrieg bedingt, stagnierte ihre Karriere während dieser Zeit.
Noch kurz vor Kriegsende wurde sie ab Dezember 1944 in die Heidenauer Damenhutfabrik dienstverpflichtet. Im Oktober 1945 wurde auf Befehl der sowjetischen Militäradministration das Theater in Heidenau wieder eröffnet, an dem Lotte Buschan ihren ersten Theatervertrag als Sängerin/Soubrette erhielt.
Lotte Buschan war 1947 am Stadttheater Bautzen, 1948 am Gerhart-Hauptmann-Theater in Görlitz und von 1949 bis 1952 am Theater der Altmark in Stendal engagiert. In Stendal konnte sie ihre ersten Erfolge feiern. So schrieb der „Der neue Weg“ im Mai 1951 über die Premiere von „Hoffmanns Erzählungen“: „Der unvergleichlich leuchtende Schimmer, der dem Sopran Lotte Buschans eigen ist, befähigte die Sängerin in besonderem Maße, die Vorzüge ihrer Stimme für die beiden Frauengestalten ‚Giulietta‘ und „Antonia“ voll einzusetzen.“
Sie verließ Stendal, um ab September 1953 für eine Spielzeit am Stadttheater Cottbus hauptsächlich als Operettensängerin zu wirken. In Zwickau, wo sie in der Spielzeit 1956/57 in „Paganini“ von Lehár „…stimmlich überragend und charmant in Gestalt und Spiel die Rolle der Fürstin Maria Anna Elisa sang…“ (Union, 18. November 1957), wurde sie vom Intendanten des Annaberger Theaters, Walter Siebenschuh, für die darauffolgende Spielzeit dort verpflichtet, an dem sie blieb, bis sie sich 1976 von der Bühne zurückzog.